# 泰倫蟲族
泰倫蟲族（Tyranids，或譯作泰蘭蟲族、異形，常被愛好者簡稱為Nids）是战棋游戏《戰鎚40000》裡一支虛構的外星種族，得名於人類首次發現他們的泰倫星（Tyran）。泰倫蟲族實際上來自銀河系以外的地方，他們透過蟲巢艦隊抵達這裡，為的是要尋找可以吞噬的星球，他們能夠把吞噬的有機物透過基因融合與生物工程轉化成自身種族的一部份。泰倫蟲族包含了各種不同的生物，不過都由「蟲巢意志」（Hive Mind）統一協調。在泰倫蟲族進軍路線上的每種生物都會被捕食，因此他們已經對銀河系造成相當的威脅。